# Michał Biedrzycki
Michał Biedrzycki (ur. 14 października 1874 w Viļāni, zm. 2 marca 1962 w Lucynie) – polski lekarz i działacz społeczny w Łatgalii.

## Życiorys
Michał Biedrzycki urodził się  14 października 1874 w Viļāni. Jego ojcem był Antoni Biedrzycki, zarządca miejscowej fabryki skór. Uczęszczał do gimnazjum państwowego w Witebsku. W 1899 ukończył studia na Wydziale Medycznym Uniwersytetu Moskiewskiego. W 1905 przyjechał do Lucyna. W 1911 ożenił się z Marią Bohdanowiczówną, mieszkanką Wilna, córką emerytowanego pułkownika carskiej piechoty Wiktora Bohdanowicza. 
W Lucynie Michał Biedrzycki pracował na stanowisku kierownika szpitala powiatowego (do lat 30. XX wieku). Po rewolucji lutowej piastował urząd miejskiego i powiatowego lekarza. Państwo Biedrzyccy mieli jedną córkę, Zofię.
Biedrzycki posługiwał się biegle kilkoma językami: łatgalskim, łotewskim, rosyjskim i jidysz, a także niemieckim i francuskim.
Zmarł 2 marca 1962 w Lucynie, został pochowany na miejscowym cmentarzu.

## Działalność w Lucynie
Po 1920, kiedy po zakończeniu wojny o niepodległość bolszewicy opuścili Łatgalię, Michał Biedrzycki aktywnie włączył się w działalność społeczną. Stworzył na nowo służbę zdrowia w Lucynie (w tym zorganizował szpital oraz lokalny oddział Czerwonego Krzyża, którym także kierował). Był aktywnym członkiem Towarzystwa Polskiego oraz kilkukrotnie radnym miasta (jako jedyny wybierany z listy polskiej). W latach 1925–1928 pełnił funkcję przewodniczącego Rady Miejskiej Lucyna. W latach 20. XX wieku kandydował do Sejmu Republiki Łotewskiej, jako przedstawiciel polskiej mniejszości.
W czasie II wojny światowej Biedrzycki pozostał w Lucynie, gdzie działał na rzecz lokalnych Żydów.

## Upamiętnienie
W 1999 na ścianie domu przy ul. Tirgus, gdzie mieszkał doktor Michał Biedrzycki,  odsłonięto pamiątkową tablicę. Inicjatorami byli pracownicy lokalnego muzeum.